# 烏瓦利

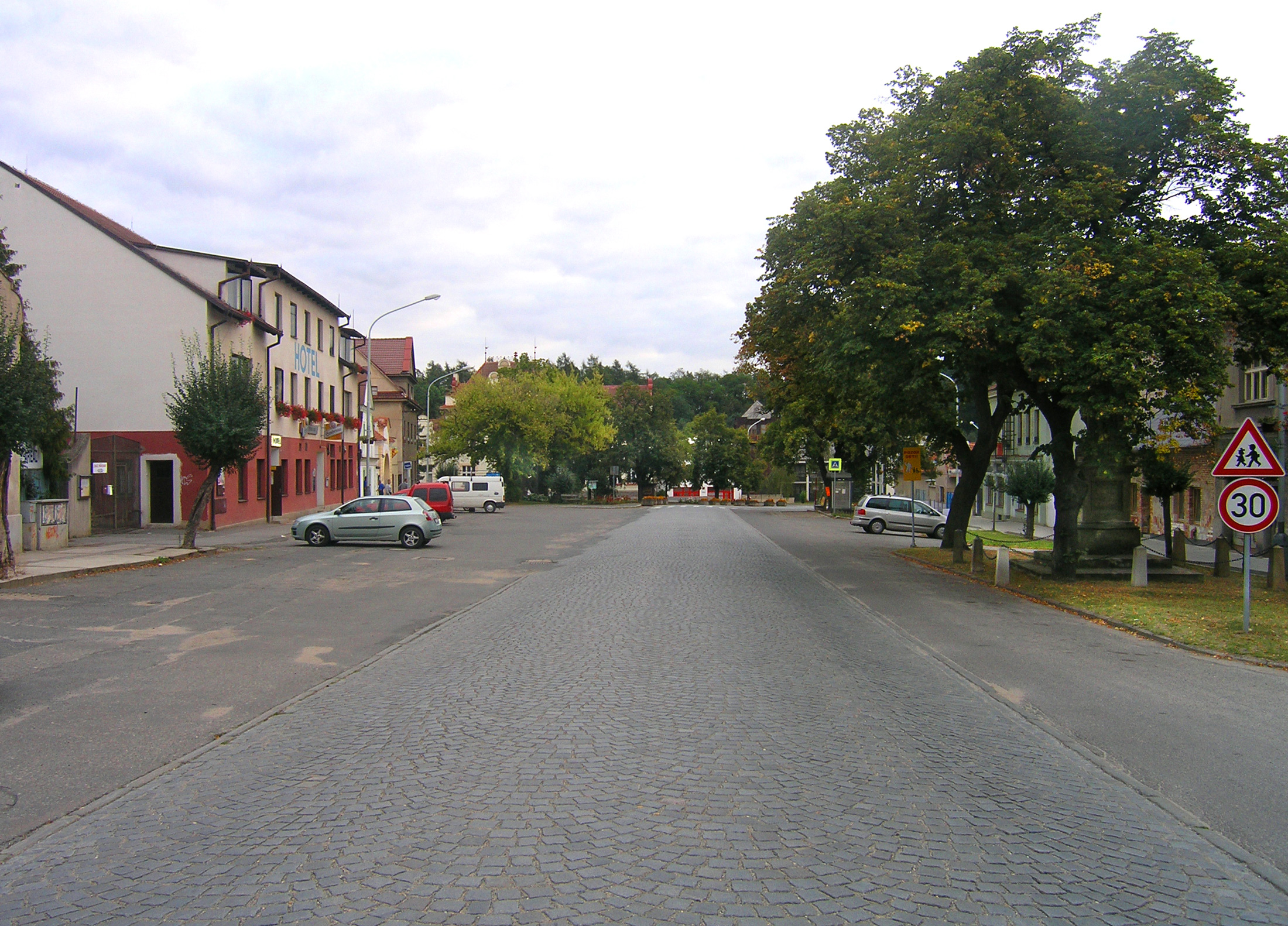

烏瓦利是捷克的城鎮，位於該國中部，距離首都布拉格23公里，由中波希米亞州負責管轄，面積10.97平方公里，海拔高度253米，該鎮附近的礦場在十世紀中葉啟用，2022年人口7,035。

## 外部連結
- Municipal website （页面存档备份，存于）